# Нижние Коробки
Нижние Коробки́ — хутор в Котовском районе Волгоградской области, в составе Попко́вского сельского поселения.
Население — 252 (2010)

## История
Дата основания не установлена. Первоначально назывался хутор Нижне-Коробков. Хутор относился к юрту станицы Островской Усть-Медведицкого округа Земли Войска Донского. В 1859 году на хуторе проживало 245 мужчин и 276 женщин. Большинство населения было неграмотным. Согласно переписи населения 1897 года на хуторе проживало 536 мужчин и 617 женщин, из них грамотных: мужчин — 230, женщин — 46.
Согласно алфавитному списку населённых мест Области Войска Донского 1915 года на хуторе проживало 632 мужчины и 702 женщины, имелось хуторское правление, церковь, одноклассное приходское училище, паровая и ветряная мельницы, земельный надел хутора составлял 13 767 десятин.
С 1928 года — в составе Даниловского района Камышинского округа Нижне-Волжского края (с 1934 года — Сталинградского края). В 1935 года Нижне-Коробковский сельсовет был передан в состав Ждановского района Сталинградского края (с 1936 года — Сталинградской области, с 1961 года — Волгоградской области). В 1959 году в связи с тем, что Нижне-Коробковский, Попковский и Романовский сельсоветы обслуживали один совхоз «Коробковский» Нижне-Коробковский и Романовский сельсоветы были упразднены, их территория передана в состав Попковского сельсовета. В составе Котовского района — с 1963 года.

## География
Хутор находится в степной местности, в пределах Приволжской возвышенности, являющейся частью Восточно-Европейской равнины, на правом берегу реки Ломовки. Высота центра населённого пункта около 120 метров над уровнем моря. Почвы — чернозёмы южные.
Близ хутора проходит автодорога Михайловка — Даниловка — Котово. По автомобильным дорогам расстояние до районного центра города Котово составляет 27 км, до областного центра города Волгоград — 260 км. Ближайший населённый пункт хутор Попов Даниловского района расположен в 7 км к северо-западу, ниже по реке Ломовке.
Часовой пояс
Нижние Коробки, как и вся Волгоградская область, находится в часовой зоне МСК (московское время). Смещение применяемого времени относительно UTC составляет +3:00.

## Население
Динамика численности населения по годам:
| 1859 | 1873 | 1897 | 1915 | 1987 | 2002 |
| ---- | ---- | ---- | ---- | ---- | ---- |
| 521  | 717  | 1153 | 1334 | ≈250 | 258  |

| 2010 |
| ---- |
| 252  |